# E-Prix de Mónaco de 2019
El e-Prix de Mónaco de 2019 (oficialmente, 2019 FIA Formula E Mónaco e-Prix) fue una carrera de monoplazas eléctricos del campeonato de la FIA de Fórmula E que tuvo lugar el 11 de mayo de 2019 en el circuito callejero de Mónaco en la ciudad de Monte Carlo, Mónaco.

## Resultados

### Clasificación
| Pos     | N° | Piloto                 | Equipo    | Tiempo | Dif    | PL |
| ------- | -- | ---------------------- | --------- | ------ | ------ | -- |
| 1       | 22 | Oliver Rowland         | Nissan    | 50.021 | –      | 3  |
| 2       | 25 | Jean-Éric Vergne       | Techeetah | 50.042 | +0.021 | 1  |
| 3       | 20 | Mitch Evans            | Jaguar    | 50.112 | +0.091 | 12 |
| 4       | 94 | Pascal Wehrlein        | Mahindra  | 50.128 | +0.107 | 2  |
| 5       | 19 | Felipe Massa           | Venturi   | 50.218 | +0.197 | 4  |
| 6       | 23 | Sébastien Buemi        | Nissan    | 50.234 | +0.213 | 5  |
| 7       | 27 | Alexander Sims         | BMW       | 50.351 | –      | 6  |
| 8       | 3  | Alex Lynn              | Jaguar    | 50.370 | +0.019 | 7  |
| 9       | 28 | António Félix da Costa | BMW       | 50.375 | +0.024 | 8  |
| 10      | 7  | José María López       | Dragon    | 50.432 | +0.081 | 9  |
| 11      | 5  | Stoffel Vandoorne      | HWA       | 50.451 | +0.100 | 10 |
| 12      | 4  | Robin Frijns           | Virgin    | 50.498 | +0.147 | 11 |
| 13      | 11 | Lucas di Grassi        | Audi      | 50.502 | +0.151 | 13 |
| 14      | 6  | Maximilian Günther     | Dragon    | 50.514 | +0.163 | 22 |
| 15      | 2  | Sam Bird               | Virgin    | 50.526 | +0.175 | 14 |
| 16      | 16 | Oliver Turvey          | NIO       | 50.578 | +0.227 | 15 |
| 17      | 64 | Jérôme d'Ambrosio      | Mahindra  | 50.601 | +0.250 | 19 |
| 18      | 66 | Daniel Abt             | Audi      | 50.602 | +0.251 | 16 |
| 19      | 48 | Edoardo Mortara        | Venturi   | 50.618 | +0.267 | 21 |
| 20      | 17 | Gary Paffett           | HWA       | 50.664 | +0.313 | 17 |
| 21      | 8  | Tom Dillmann           | NIO       | 50.811 | +0.460 | 18 |
| 22      | 36 | André Lotterer         | Techeetah | 51.018 | +0.667 | 20 |
| Fuente: |    |                        |           |        |        |    |

- Oliver Rowland, Jérôme d'Ambrosio y Edoardo Mortara recibieron tres lugares de penalización en la parrilla de salida por causar una colisión en el París ePrix. Sin embargo, Oliver Rowland recibió los tres puntos por la pole.
- Mitch Evans recibió 10 lugares de penalización en la parrilla de salida por llegar a su tercer reprimenda.
- Maximilian Günther recibió 10 lugares de penalización en la parrilla de salida por excederse del límite de velocidad bajo las condiciones de banderas amarillas en todo el circuito durante las Prácticas Libres y de este modo llegar a su tercer reprimenda.

### Carrera
| Pos     | N° | Piloto                 | Equipo    | Vueltas | Tiempo     | PL | Puntos    |
| ------- | -- | ---------------------- | --------- | ------- | ---------- | -- | --------- |
| 1       | 25 | Jean-Éric Vergne       | Techeetah | 51      | 46:05.547  | 1  | 25        |
| 2       | 22 | Oliver Rowland         | Nissan    | 51      | +0.201     | 3  | 21 (18+3) |
| 3       | 19 | Felipe Massa           | Venturi   | 51      | +1.261     | 4  | 15        |
| 4       | 94 | Pascal Wehrlein        | Mahindra  | 51      | +1.439     | 2  | 13 (12+1) |
| 5       | 23 | Sébastien Buemi        | Nissan    | 51      | +6.215     | 5  | 10        |
| 6       | 20 | Mitch Evans            | Jaguar    | 51      | +16.213    | 12 | 8         |
| 7       | 36 | André Lotterer         | Techeetah | 51      | +16.848    | 20 | 6         |
| 8       | 3  | Alex Lynn              | Jaguar    | 51      | +18.112    | 7  | 4         |
| 9       | 5  | Stoffel Vandoorne      | HWA       | 51      | +18.551    | 10 | 2         |
| 10      | 7  | José María López       | Dragon    | 51      | +18.860    | 9  | 1         |
| 11      | 64 | Jérôme d'Ambrosio      | Mahindra  | 51      | +21.488    | 19 |           |
| 12      | 17 | Gary Paffett           | HWA       | 51      | +21.853    | 17 |           |
| 13      | 27 | Alexander Sims         | BMW       | 51      | +26.934    | 6  |           |
| 14      | 8  | Tom Dillmann           | NIO       | 51      | +31.861    | 18 |           |
| 15      | 66 | Daniel Abt             | Audi      | 51      | +49.400    | 16 |           |
| 16      | 2  | Sam Bird               | Virgin    | 50      | +1 vuelta  | 14 |           |
| 17      | 4  | Robin Frijns           | Virgin    | 46      | +5 vueltas | 11 |           |
| Ret     | 16 | Oliver Turvey          | NIO       | 32      | Retiro     | 15 |           |
| Ret     | 11 | Lucas di Grassi        | Audi      | 31      | Retiro     | 13 |           |
| Ret     | 48 | Edoardo Mortara        | Venturi   | 29      | Retiro     | 21 |           |
| Ret     | 6  | Maximilian Günther     | Dragon    | 29      | Retiro     | 22 |           |
| DSQ     | 28 | António Félix da Costa | BMW       | 51      | Retiro     | 8  |           |
| Fuente: |    |                        |           |         |            |    |           |

- Daniel Abt recibió 33 segundos de penalización por causar una colisión.
- António Félix da Costa originalmente terminó sexto pero fue descalificado por usar más de 200kW de potencia.